# Maragogi
Maragogi este un oraș în statul Alagoas (AL) din Brazilia.